# 紐約徵兵暴動
紐約徵兵暴動（New York City draft riots）發生於1863年南北戰爭期間。7月13日，不滿徵兵制的許多美國紐約愛爾蘭裔工人，集體攻擊北方政府的徵兵機構，主要理由是徵兵制度中，富人繳交300美金免於當兵之理由。另外，暴動主因也是大量解放後的黑人搶奪勞工市場。該暴動後來演變攻擊黑人商店的大型暴動，期間約持續4天，才被軍警鎮壓。

## 起因
1861年4月，美國爆發內戰，很快地約有10-25萬紐約人在聯合廣場集結。亞伯拉罕·林肯欲征召一支達7萬5千人的志願軍，為聯邦作戰。在首十天內，纽约市共有8000人報名。在1861年7月，第一次馬納沙斯之役使聯邦軍損失慘重，是次戰役的戰敗使聯邦軍對戰爭前景越來越不樂觀。當時大部份紐約民主黨人反對戰爭，其中部份人同情邦聯軍，認為雙方進行談判會較為有利，例如紐約州州長霍拉肖·西摩（Horatio Seymour）反對該戰爭。
戰爭期間，聯邦軍出現了人手不足問題。1863年3月3日，美國國會通過了第一項徵兵行動，授權總統能夠徵召18-35歲的公民参軍，每一服役階段期限為3年。這行動使同情南軍的人感到恐懼，因為這會壯大北軍的實力，加上當時傳出繳交300美金能免於服役，這令低收入的人民不滿。同年7月11日，紐約市點名入伍一開始，大批白人湧上街頭，攻打徵兵總部，燒毀房屋，正式揭開暴動的序幕。

## 暴動的持續
7月13日，蓋茨堡戰役勝利後的十天，500名暴徒展開了對政府的攻擊，破坏屬於市政府的建築物。同時，在紐約市，白人勞工對於解放後的南方黑人進入勞工市場的不滿，而且許多雇主雇用黑人破壞罷工，又有嫉恨，於是便砸毀無辜的黑人家庭和商店，使反徵兵暴動演變成攻擊黑人商店的大型暴動。暴動變得一發不可收拾，縱使州長曾發表演說，欲使局勢穩定下來，但無功而回，最後迫使政府需要動用軍警鎮壓，使暴動才在7月16日結束。

## 結果
目前為止並無一個確實數字證實死於暴動中的人數，但根據史學家James M. McPherson所說，最少120人死於暴動之中，估計2000人受傷，損失約一百萬美元，五十幢建築物被燒毀。歷史學家撒母耳·摩禮遜（Samuel Morison）寫道，認為該暴動是邦聯軍的勝利。8月19日，徵兵又繼續了，縱使徵兵持續了十天，人民仍然並沒有更進一步的行動。最後，全國共有75萬人被徵召，但當中只有4萬5千人是自願的。

## 延伸閲讀
- Dupree, A. Hunter and Leslie H. Fishel, Jr. "An Eyewitness Account of the New York Draft Riots, July, 1863", Mississippi Valley Historical Review vol. 47, no. 3 (December 1960), pp. 472–79. In JSTOR （页面存档备份，存于）
- United States War and Navy Departments. . 1889.
- Walling, George W. . 1887.
- New York Evangelist (1830–1902); July 23, 1863; pp. 30, 33; APS Online, pg. 4.

## 相關影視
- 纽约黑帮

## 外部連結
- Report of the Committee of merchants for the relief of colored people, suffering from the late riots in the city of New York.  New York: G. A. Whitehorne, 1863, African American Pamphlet Collection, Library of Congress.
- New York Divided: Slavery and the Civil War Online Exhibit （页面存档备份，存于）, New York Historical Society, (November 17, 2006 – September 3, 2007, physical exhibit)
- "New York Draft Riots" （页面存档备份，存于）, 2002, source Civil War Society's Civil War Encyclopedia, Civil War Home website
- "New York Draft Riots" （页面存档备份，存于）, First Edition Harper's News Report, sonofthesouth.net
- "1863 New York City Draft Riots", mrlincolnandnewyork.org
- Bill Bigelow, "The Draft Riot Mystery" （页面存档备份，存于）, 9-page lesson plan for High School Students, 2012, Zinn Education Project/Teaching for Change